# Solangella micromacula
Solangella micromacula är en skalbaggsart som beskrevs av Martins 1997. Solangella micromacula ingår i släktet Solangella och familjen långhorningar. Inga underarter finns listade i Catalogue of Life.